# Oktopamin
Oktopamin (β,4-dihidroksifenetilamin) je endogeni biogeni amin koji je blisko srodan sa norepinefrinom, i utiče na adrenergični i dopaminergični sistem. On se prirodno javlja u mnogim biljkama, uključujući gorku pomorandžu. Biosinteza -(–)-enantiomera oktopamina je β-hidroksilacija tiramina enzimom dopamin β-hidroksilaza. Pod tržišnim imenima Epirenor, Norden, i Norfen, oktopamin se takoše koristi kao simpatomimetički agens.

## Literatura
- Swiss Pharmaceutical Society (2000). Index Nominum 2000: International Drug Directory (Book with CD-ROM). Boca Raton: Medpharm Scientific Publishers.  3-88763-075-0.